# Сарачинеско
Сарачинѐско (на италиански: Saracinesco) е село и община в Централна Италия, провинция Рим, регион Лацио. Разположено е на 908 m надморска височина. Населението на общината е 169 души (към 2010 г.).